# Верховское (Краснодарский край)
Верховское — село в Хостинском районе муниципального образования город-курорт Сочи Краснодарского края России. Входит в состав Раздольского сельского округа.

## География
Село находится в западной части края, в предгорной зоне Причерноморского побережья, в долине реки Мацесты. Фактически слилось с селом Измайловка в одно селение.

## История
Согласно Закону Краснодарского края от 1 апреля 2004 года № 679-КЗ село Верховское вошло в состав образованного муниципального образования город-курорт Сочи.

## Население
| 2002 | 2010 |
| ---- | ---- |
| 141  | ↗184 |

Национальный состав
Согласно результатам переписи 2002 года, в национальной структуре населения русские	составляли 64 %, армяне 36 % от 141 жителей.

## Инфраструктура
Социальные объекты в населённом пункте отсутствуют. Развит туризм.

## Транспорт
Доступен автомобильный транспорт. Остановка автобусного маршрута 120 (на декабрь 2019).